# Greenhorn (Oregon)
Greenhorn – miasto w Stanach Zjednoczonych, w stanie Oregon, w hrabstwie Baker.